# Notre musique
Notre Musique (Brasil: Nossa Música / Portugal: A Nossa Música)  é um filme de drama da França e Suíça de 2004, realizado por Jean-Luc Godard.

## Resumo
Um filme divido em três partes (ou três "reinos" como indicam as cartelas de texto) que remetem à Divina Comédia, de Dante: inferno, Purgatório e Paraíso.
No Inferno, imagens de guerra oriundas tanto de documentários quanto de filmes de ficção: aviões, tanques e navios, explosões, execuções, populações em fuga, campos e cidades devastados por bombas lançadas indiscriminadamente. Imagens silenciosas, quatro frases, quatro peças musicais.
No Purgatório, na cidade de Sarajevo contemporânea, personagens reais e imaginárias. Uma visita à ponte de Mostar enquanto ela é reconstruída representa a passagem da culpa ao perdão.
No Paraíso, uma jovem mulher, que foi vista no Purgatório, e que encontra paz à beira de água, numa pequena praia guardada por fuzileiros navais norte-americanos.

## Elenco
- Sarah Adler (Judith Lerner)
- Nade Dieu (Olga Brodsky)
- Rony Kramer (Ramos Garcia)
- Jean-Christophe Bouvet (C. Maillard)
- Simon Eine (Olivier Naville)
- Mahmoud Darwich (Mahmoud Darwich)
- Juan Goytisolo (Juan Goytisolo)
- Jean-Paul Curtier (Jean-Paul Curtier)
- Pierre Bergounioux (Pierre Bergounioux)
- Gilles Pecqueux (Gilles Pecqueux)
- Jean-Luc Godard
- Elma Dzanic
- Leticia Gutiérrez
- Ferlyn Brass
- George Aguilar

## Prémios e nomeações
- Recebeu duas nomeações ao European Film Awards, nas seguintes categorias:
  - Melhor Actriz (Sarah Adler)
  - Melhor Argumento
- Ganhou o Grande Prémio FIPRESCI, no Festival Internacional de Cinema de San Sebastián